# Trichlorfon
Le trichlorfon ou métrifonate est un composé organique de formule brute C4H8Cl3O4P et utilisé comme acaricide. Il possède un atome de carbone asymétrique et se présente donc sous la forme de deux énantiomères :
- R-(–)-trichlorfon de numéro CAS 56042-26-3
- S-(+)-trichlorfon de numéro CAS 56042-27-4

Le trichlorfon est un ester phosphonique O,O-diméthyle et dont le radical est le groupe 2,2,2-trichloro-1-hydroxyéthyle. Il agit comme un inhibiteur EC 3.1.1.7 (acétylcholinestérase) et EC 3.1.1.8 (cholinestérase) et est utilisé comme anthelminthique et insecticide.